# الرجل الذئب (فلم 2025)
الرجل الذئب هو فيلم رعب وإثارة أمريكي خارق للطبيعة لعام 2025 من إخراج و كتابة لاي وانيل. فيلم إعادة إنتاج لفيلم الرجل الذئب 2010، من بطولة كريستوفر أبوت وجوليا غارنر.

## وصلات خارجية
- مقالات تستعمل روابط فنية بلا صلة مع ويكي بيانات